# Газпром нефть
ПАО «Газпром нефть» — российская вертикально-интегрированная нефтяная компания. Основные виды её деятельности — разведка и разработка месторождений нефти и газа, нефтепереработка, производство и реализация нефтепродуктов. Компания входит в тройку российских лидеров по объёмам добычи и переработки нефти, является одним из лидеров российской нефтяной индустрии по эффективности. «Газпром нефть» — первая компания, которая начала добычу нефти на российском шельфе Арктики.
За 2020 год общий объём добычи углеводородов с учётом доли в совместных предприятиях «Газпром нефти» достиг 96,06 млн тонн нефтяного эквивалента, переработка — 40,39 млн тонн, объем реализованных нефтепродуктов через премиальные каналы сбыта — 23 млн тонн. По итогам 2023 года чистая прибыль «Газпром нефти» составила 641 млрд рублей.
Численность персонала предприятий «Газпром нефти» на 2024 год составила 86 тысяч человек. Штаб-квартира компании находится в Санкт-Петербурге.
Компания находится под международными санкциями Евросоюза, США, Великобритании и ряда других стран.

## Собственники и руководство
Основным владельцем «Газпром нефти» является российская газовая компания «Газпром», которая контролирует 95,68 % акций компании, остальные 4,32 % находятся в свободном обращении. Её руководители:
- председатель правления — Александр Дюков;
- председатель совета директоров — Алексей Миллер.

## История
Компания была образована под названием «Сибирская нефтяная компания» («Сибнефть») в 1995 году указом президента РФ Бориса Ельцина и приватизирована частями в последующие два года (в том числе на залоговых аукционах) по цене около 100,3 млн $. Первоначально компания номинально находилась под контролем Бориса Березовского, в дальнейшем перешла под контроль Романа Абрамовича. Осенью 2011 года Абрамович заявил под присягой в лондонском суде, что фактически залоговый аукцион по приватизации «Сибнефти» носил фиктивный характер: сговор Березовского и его партнёра Бадри Патаркацишвили с другими участниками торгов позволил им избежать конкуренции и купить компанию за стартовую цену.
Первым президентом компании с 1995 по 24 октября 1997 года был Виктор Городилов, бывший генеральный директор ПО «Ноябрьскнефтегаз». В связи с ухудшением состояния здоровья он сложил свои полномочия, и через полтора месяца был избран новый президент — Андрей Блох, возглавлявший компанию с января по июль 1998 года. В июле 1998 года компанию возглавил Евгений Швидлер.
В 1998 и 2003 году владельцы «Сибнефти» предприняли две попытки объединить компанию с компанией «ЮКОС», но оба раза по той или иной причине отказались от завершения сделок.
В октябре 2005 года компания вернулась под контроль государства — 75,7 % акций компании было приобретено Группой «Газпром» у Millhouse Capital (структура, принадлежащая Роману Абрамовичу) за 13,1 млрд долларов. 13 мая 2006 года компания была переименована в открытое акционерное общество «Газпром нефть». На посту президента компании Швидлера сменил член правления «Газпрома» Александр Рязанов. 21 октября 2005 года он был назначен исполняющим обязанности президента, а 23 декабря 2005 года на внеочередном собрании акционеров ОАО «Сибнефть» избран президентом компании.
До апреля 2009 года 20 % акций «Газпром нефти» принадлежали итальянской нефтегазовой компании Eni, пакет был выкуплен «Газпромом» за 4,1 млрд долларов.
Весной 2006 года совет директоров компании принял решение перерегистрировать её в Санкт-Петербурге. 22 ноября 2006 года совет директоров ОАО «Газпром нефть» приостановил полномочия Александра Рязанова и назначил исполняющим обязанности президента Александра Дюкова. 30 декабря 2006 года внеочередное общее собрание акционеров утвердило Александра Дюкова президентом компании, с января 2008 года он — председатель правления. 30 декабря 2021 года совет директоров компании продлил контракт А. Дюкова ещё на 5 лет.
В апреле 2010 года компания начала производство автомобильных масел под премиальным брендом G-Energy. Лицом рекламной кампании G-Energy в 2011 году был британский актёр Джейсон Стейтем. В начале 2011 года вывела на рынок топливного ретейла собственное брендированное топливо G-Drive. В 2013 году все заводы компании перешли на выпуск топлива, отвечающего стандартам «Евро-5».
В апреле 2014 года на Омском заводе смазочных материалов (ОЗСМ) был введён в эксплуатацию комплекс по производству моторных масел. В том же году на мировой рынок поступила первая нефть российского арктического шельфа. Её источник — Приразломное месторождение «Газпром нефти». Выполнение всех технологических операций на месторождении — бурения, добычи, хранения нефти, подготовки и отгрузки готовой продукции — обеспечивает уникальная морская ледостойкая стационарная платформа «Приразломная». В 2014 году на Новопортовском месторождении началась реализация программы эксплуатационного бурения, а в конце августа началась летняя отгрузка нефти с месторождения — впервые сырьё вывозилось морем и отправлялось танкерами европейским потребителям.
В 2015 году «Газпром нефть» и СИБУР ввели в эксплуатацию Южно-Приобский газоперерабатывающий завод. Мощность переработки Южно-Приобского ГПЗ — 900 млн кубометров попутного нефтяного газа в год. Коэффициент извлечения целевых компонентов — более 95 %, что соответствует современным мировым требованиям. В том же году ассортимент фирменных продуктов на АЗС компании дополнило топливо под брендом «Опти».
В 2016 году «Газпром нефть» начала полномасштабную эксплуатацию двух крупнейших месторождений в Ямало-Ненецком автономном округе: Новопортовского и Восточно-Мессояхского.
В 2017 «Газпром нефть» впервые в истории вошла в тройку российских лидеров по добыче нефти (62,3 млн тонн нефти). Прирост в 2017 году в 4,3 % по сравнению с результатом 2016 года дала, в первую очередь, активная разработка арктических месторождений компании и развитие иракского актива Бадра.
В этом же году компания начала реализацию программы цифровой трансформации. Использование в производственных и бизнес-процессах технологий Индустрии 4.0. — когнитивных вычислений, методов предиктивной аналитики, работы с Big Data — должно значительно повысить эффективность и конкурентоспособность бизнеса в стратегической перспективе.
В 2019 году компания подписала с «Газпромом» договор на разработку трудноизвлекаемых ачимовских нефтяных залежей Ямбургского месторождения в ЯНАО. Запасы в ачимовских залежах этого месторождения составляют 1,3-3,5 млрд тонн, что сравнимо с половиной крупнейшего нефтяного месторождения в России — Самотлорского.
В 2020 году «Газпром нефть» первой из российских нефтяных компаний стала участником ассоциации SGMF (Society for Gas as a Marine Fuel), объединяющей бункеровщиков, производителей и поставщиков газомоторного топлива, судоходные компании и операторов объектов СПГ-инфраструктуры. Тогда же она присоединилась к Глобальному договору ООН — международной инициативе в сфере устойчивого развития и корпоративной социальной ответственности. «Газпром нефть» стала одним из лидеров международного рейтинга CDP, авторитетного исследования бизнеса по показателям климатической ответственности. Она получила рейтинг категории «B».
В том же году был запущен проект «Зима», включающий разработку в Ханты-Мансийском автономном округе и Тюменской области восьми участков с геологическим потенциалом 840 млн тонн нефти. На флагманском активе этого проекта, месторождении имени А. Жагрина, за первый год был добыт один млн тонн жидких углеводородов, а пиковый уровень должен составить 6,5 млн тонн. На Ямале началась подготовка к разработке неоком-юрских залежей Бованенковского и Харасавэйского месторождений. Максимального уровня (38 млрд кубометров газа и 4,1 млн тонн конденсата) здесь планируется достичь в 2031 году. Началась подготовка к освоению ачимовских отложений и нефтяных оторочек Уренгойского нефтегазоконденсатного месторождения в Надым-Пур-Тазовском районе Ямало-Ненецкого автономного округа.
В 2021 году «Газпром нефть» впервые преодолела рубеж в 100 млн тонн добычи углеводородов. Началась промышленная разработка Тазовского месторождения (это был первый в России нефтепромысел, запущенный в условиях пандемии). С Тазовского месторождения началось сотрудничество «Газпром нефти» с «Лукойлом» по созданию нового нефтегазового кластера. Тогда же заработали газопровод с Новопортовского месторождения, который проходит в том числе по дну Обской губы (он стал частью проекта «Газ Ямала», цель которого — разработка перспективных месторождений на юге полуострова), и нефтепровод с Чаяндинского месторождения.
В этом же году «Газпром нефть» первой среди нефтяных компаний России получила сразу две лицензии нового вида — на разработку технологий поиска и добычи трудноизвлекаемых запасов. В Омске начал работу первый в России и СНГ научно-исследовательский центр испытания катализаторов «Селектум», закончилось строительство первого в России бункеровщика для заправки пассажирских и грузовых судов экологичным природным газом. Новое судно было названо в честь ученого-химика Дмитрия Менделеева. Компания создала специализированное предприятие «Газпромнефть — Дорожное строительство», которое занялось прокладкой коммуникаций между промыслами, дорог муниципального и регионального значения.
В 2022 году был окончательно сформирован поисковый кластер, включающий 29 участков в Красноярском крае и Ямало-Ненецком автономном округе. В 2023 году было открыто новое месторождение на юге Оренбургской области — в регионе, который до этого считался хорошо изученным. В том же году «Газпром нефть» построила и запустила в работу новый комплекс первичной переработки нефти на Омском НПЗ, который заменил шесть установок предыдущего экологического поколения. В этот проект компания инвестировала 66 млрд рублей. В Тюменской области она открыла топливный терминал «Туринский» с объёмом ежегодной перевалки нефтепродуктов до 600 тысяч тонн.

## Структура компании
В структуру «Газпром нефти» входят более 70 нефтедобывающих, нефтеперерабатывающих и сбытовых предприятий в России, странах ближнего и дальнего зарубежья. Кроме собственной добычи, «Газпром нефть» имеет доли в зависимых обществах, добыча которых учитывается методом долевого участия: ОАО «НГК „Славнефть“», ОАО «Томскнефть» ВНК, Salym Petroleum Development (SPD), ООО «СеверЭнергия» (доля «Газпром нефти» — 40,2 %), «Газпромнефть-Восток» (51 %), NIS (Сербия, доля «Газпром нефти» — 56,15 %).
Из нефтеперерабатывающих активов в структуру компании входят: АО «Газпромнефть — Омский НПЗ» — крупнейший нефтеперерабатывающий завод компании, АО «Газпромнефть — Московский НПЗ» и ОАО «Славнефть-Ярославнефтеоргсинтез» (через контроль 50 % в «Славнефти»). Также «Газпром нефть» через сербскую компанию NIS контролирует НПЗ в Сербии, расположенный в г. Панчево.
«Газпром нефть» реализует нефтепродукты в России и ближнем зарубежье через дочерние сбытовые компании, которые осуществляют как оптовые продажи нефтепродуктов, так и розничную реализацию через АЗС.
Реализацию судового топлива и судовых масел для морского и речного транспорта во всех ключевых морских и речных портах РФ осуществляет ООО «Газпромнефть Марин Бункер».
АО «Газпромнефть-Аэро» занимается мелкооптовой и розничной реализацией авиатоплива, оказывает услуги по обеспечению воздушных судов авиационными горюче-смазочными материалами. Сбытовая сеть «Газпромнефть-Аэро» включает 48 собственных топливозаправочных комплексов в РФ и СНГ.
ООО «Газпромнефть — смазочные материалы» имеет производственные активы в Западной Сибири (Омск), европейской части России (Ярославль), Московской области (Фрязино), а также в Италии (Бари) и Сербии (Нови-Сад).
Реализацией традиционных и инновационных битумов занимается специализированная дочерняя компания — ООО «Газпромнефть — Битумные материалы», которая управляет производственными активами в Москве, Омске, Ярославле, Рязани, Смоленской и Ростовской областях, а также в Сербии.
Крупнейший зарубежный актив «Газпром нефти» — многопрофильная компания NIS. NIS занимается разведкой и добычей нефти и газа на территории Сербии, Анголы, Боснии и Герцеговины, Венгрии и Румынии. Нефтеперерабатывающий завод NIS в сербском городе Панчево является одним из крупнейших и наиболее технологичных НПЗ в Балканском регионе. Также на территории Сербии и соседних стран NIS управляет сетью автозаправочных станций под брендами GAZPROM и NIS Petrol.

## Деятельность

### Показатели деятельности
Выручка «Газпром нефти» за 2023 год по МСФО составила 3,52 трлн руб., скорректированная EBITDA — 1,319 трлн руб., чистая прибыль — 641,1 млрд руб.
До 2012 года консолидированная отчётность компании публиковалась по стандартам GAAP. С 2012 года отчётность компании публикуется по стандартам МСФО (в рублях).
|                               |           |                |                |                |                  |                  |                  |                  |                  |                  |                  |                  |                  |                  |                  |                  |
|                               | 2008 год  | 2009 год       | 2010 год       | 2011 год       | 2012 год         | 2013 год         | 2014 год         | 2015 год         | 2016 год         | 2017 год         | 2018 год         | 2019 год         | 2020 год         | 2021 год         | 2022 год         | 2023 год         |
| Выручка от реализации, млн    | ▲ $33 870 | ▼ $24 166      | ▲ $32 772      | ▲ $44 172      | ▲ 1 232 649 руб. | ▲ 1 267 603 руб. | 1 408 238 руб. ▲ | 1 655 775 руб. ▲ | 1 695 764 руб. ▲ | 1 857 930 руб. ▲ | 2 489 292 руб. ▲ | 2 485 308 руб. ▼ | 1 999 620 руб. ▼ | 3 068 442 руб. ▲ | 3 412 129 руб. ▲ | 3 519 959 руб. ▲ |
| Скорректированная EBITDA, млн | ▲ $8560   | ▼ 191 512 руб. | ▲ 220 812 руб. | ▲ 300 077 руб. | ▲ 323 106 руб.   | ▲ 336 752 руб    | 342 614 руб. ▲   | 404 811 руб. ▲   | 456 198 руб. ▲   | 550 970 руб. ▲   | 799 506 руб. ▲   | 795 129 руб. ▼   | 485 200 руб. ▼   | 986 127 руб. ▲   | 1 416 230 руб. ▲ | 1 319 485 руб. ▼ |
| Чистая прибыль, млн           | ▲ $4658   | ▼ $2685        | ▲ $3346        | ▲ $5352        | ▲ 176 296 руб.   | ▲ 177 917 руб.   | 122 093 руб. ▼   | 109 661 руб. ▼   | 200 179 руб. ▲   | 253 274 руб. ▲   | 376 667 руб. ▲   | 400 200 руб. ▲   | 117 700 руб. ▼   | 503 445 руб. ▲   | 751 473 руб. ▲   | 641 110 руб. ▼   |

### Запасы и добыча
По данным на февраль 2022 года суммарные запасы углеводородов «Газпром нефти» (с учётом доли в совместных предприятиях) категорий «доказанные» и «вероятные» (proved + probable — 2P) по международным стандартам SPE-PRMS составили 4,1 млрд тонн нефтяного эквивалента.
В 2021 году объём добычи углеводородов компании впервые превысил уровень в 100 млн тонн нефтяного эквивалента и составил 101,4 млн тонн нефтяного эквивалента .
Более 60 % скважин, которые компания бурит на своих месторождениях, — высокотехнологичные. По этому показателю «Газпром нефть» занимает первое место среди российских нефтяных компаний.

### Ключевые проекты

#### Новопортовское месторождение
Новопортовское нефтегазоконденсатное месторождение расположено в Ямальском районе Ямало-Ненецкого АО в 30 км от побережья Обской губы (см. Новый Порт).
Извлекаемые запасы Новопортовского нефтегазоконденсатного месторождения по категории B1 и B2 составляют более 250 млн тонн нефти и конденсата и более 320 млрд кубометров газа. Полномасштабное эксплуатационное бурение на Новопортовском месторождении началось летом 2014 года. Новый сорт нефти, получивший название Novy Port, относится к категории лёгких с низким содержанием серы (около 0,1 %).
В 2014 году была завершена программа испытаний разведочных скважин и осуществлена первая летняя отгрузка нефти морским путем. 25 мая 2016 года старт началу круглогодичной транспортировки новопортовской нефти дал Президент РФ Владимир Путин. С мая 2016 года отгрузка сырья осуществляется с помощью выносного арктического нефтеналивного терминала башенного типа «Ворота Арктики», расположенного в 3,5 км от Мыса Каменного. Потребителям нефть круглый год доставляется через Обскую губу и далее по Северному морскому пути танкерами в сопровождении ледоколов. Специально для этого по заказу «Газпром нефти» построен арктический флот: семь танкеров ледового класса Arc7 и два ледокола нового поколения «Александр Санников» и «Андрей Вилькицкий». С 2020 года компания начала поставку новопортовской нефти в Китай. Накопленная добыча на Новопортовском месторождении на 31 мая 2021 г. достигла 35 млн тонн нефти.

#### Мессояхские месторождения
Группа Мессояхских месторождений включает Восточно-Мессояхский и Западно-Мессояхский участки. Это самые северные из разрабатываемых в России нефтяных месторождений на суше. Лицензии на оба блока принадлежат ЗАО «Мессояханефтегаз», которое паритетно контролируют «Газпром нефть» и «Роснефть». «Газпром нефть» выполняет функции оператора проекта.
Месторождения открыты в 1980-х годах и расположены на Гыданском полуострове, в Тазовском районе Ямало-Ненецкого АО, в 340 км к северу от города Новый Уренгой, в арктической климатической зоне, в регионе с неразвитой инфраструктурой.
Доказанные запасы С1+С2 Мессояхской группы составляют около 485 млн тонн нефти и газового конденсата, а также более 194 млрд кубометров природного и попутного газа. 21 сентября 2016 г. «Газпром нефть» запустила в промышленную эксплуатацию Восточно-Мессояхское месторождение. Команду к началу эксплуатации в режиме телемоста дал Президент РФ Владимир Путин. 17 февраля 2017 года на месторождении добыта миллионная тонна нефти. Этот показатель был достигнут менее чем за 5 месяцев с начала промышленной эксплуатации самого северного в России материкового нефтегазоконденсатного промысла. В 2020 году «Мессояханефтегаз» добыл на Восточно-Мессояхском месторождении свыше 5,6 млн тонн нефти.

#### Проект «Сахалин»
В 2017 году на шельфе Охотского моря было открыто месторождение «Нептун», одно из крупнейших на сахалинском шельфе. Его запасы составили 415 млн тонн нефти по категориям С1+С2. В 2018 году открыто месторождение «Тритон», его запасы оцениваются более чем в 137 млн тонн нефтяного эквивалента. Планируется, что добыча в новом нефтедобывающем кластере на шельфе Сахалина начнется в 2025—2027 годах. В 2019 году на территории месторождения «Нептун» впервые в России для сейсморазведки были использованы отечественные донные станции КРАБ.

#### Приразломное месторождение
Приразломное месторождение расположено на шельфе Печорского моря в 55 км к северу от посёлка Варандей и в 320 км к северо-востоку от Нарьян-Мара (река Печора). Глубина моря в районе месторождения составляет 19—20 метров.
Приразломное содержит более 70 млн тонн извлекаемых запасов нефти. Лицензия на разработку принадлежит компании «Газпром нефть шельф» (дочернее общество «Газпром нефти»).
Приразломное — единственное на сегодняшний день месторождение на арктическом шельфе России, где добыча нефти уже начата. Впервые добыча углеводородов на арктическом шельфе ведётся со стационарной платформы — морской ледостойкой стационарной платформы (МЛСП) «Приразломная». Платформа рассчитана на эксплуатацию в экстремальных природно-климатических условиях, способна выдержать максимальные ледовые нагрузки и позволяет выполнять все технологические операции — бурение скважин, добычу, хранение, отгрузку нефти на танкеры и т. д.
Первая партия нефти с Приразломного была отгружена в апреле 2014 года. Новый сорт нефти получил название Arctic Oil (ARCO). ARCO — относительно тяжёлая по сравнению с обычной российской экспортной нефтью и другими сортами европейского региона и хорошо подходит для глубокой переработки на сложных НПЗ Северо-Западной Европы. В ноябре 2020 года на месторождении была добыта 15-миллионная тонна нефти. За 2020 год объем добычи составил 3,27 млн тонн нефти.

### Переработка
Благодаря началу работы в 2021 году комплекса глубокой переработки нефти глубина переработки на Омском НПЗ достигает почти 100 %. На Московском НПЗ глубина переработки достигает 90 %; она вырастет после пуска комплекса глубокой переработки. По объёму переработки нефти «Газпром нефть» входит в тройку крупнейших компаний в России.
Основными видами продукции переработки на заводах компании являются: автомобильные бензины, дизельное топливо, топливо для реактивных двигателей, а также ассортимент ароматических углеводородов, сжиженных углеводородных газов, различных видов смазочных масел, присадок, катализаторов, битумной и иной продукции. Кроме того, «Газпром нефть» является производителем ряда базовых нефтехимических продуктов — ароматических углеводородов (бензола, параксилола, ортоксилола, толуола) и пропан-пропиленовой фракции (пропиленсодержащего сжиженного углеводородного газа).
Фокусом внимания компании в сфере нефтепереработки являются модернизация перерабатывающих мощностей и рост операционной эффективности. «Газпром нефть» уже завершила два первых этапа масштабной модернизации нефтеперерабатывающих заводов, направленный на повышение качества производимых нефтепродуктов: все НПЗ компании раньше сроков, установленных государством, перешли на производство топлива высокого экологического стандарта «Евро-5». В настоящее время «Газпром нефть» реализует второй этап модернизации НПЗ, цель которого — увеличение глубины переработки и повышение показателя выхода светлых нефтепродуктов (до 95 % и 80 % соответственно к 2025 году), достижение по техническим и экологическим параметрам уровня лидеров мировой нефтепереработки.
Весной 2021 года «Газпром нефть» подписала инвестиционное соглашение с Минэнерго РФ о строительстве комплекса глубокой переработки нефти на Омском и Московском НПЗ.

### Реализация продукции
Сеть АЗС компании насчитывает более 2 тысяч станций в России, странах СНГ и Европы. В 2021 году объём продаж через АЗС составил 10,83 млн тонн нефтепродуктов.
«Газпромнефть — смазочные материалы» поставляет продукцию в 80 стран и занимает 22 % рынка фасованных смазочных материалов Росси. Компания также производит судовые масла под собственной торговой маркой — Gazpromneft Ocean. Ассортимент компании включает более 700 наименований масел и смазок.
«Газпромнефть Марин Бункер» ведет работу в 37 портах России, Румынии, Эстонии и Латвии. В 2021 году компания реализовала «в борт судна» 1,6 млн тонн экологичного судового топлива.
«Газпромнефть-Аэро» осуществляет заправку самолётов «в крыло» в 300 аэропортах (72 страны). Общий объём продаж авиатоплива в 2021 году составил 3,7 млн тонн. Компания первой в России запустила собственную блокчейн-платформу Smart Fuel, которая не требует предоплаты и позволяет производить моментальный взаиморасчёт за топливо сразу после заправки воздушного судна.
«Газпромнефть — Битумные материалы» в 2021 году увеличила объем реализации продукции на 9 % — до 3,1 млн тонн. Объем реализации высокотехнологичных вяжущих битумов вырос на 27,5 % — до 423 тыс. тонн. Продукция компании поставляется в 65 стран мира.
«Газпромнефть — дорожное строительство» строит надежные промысловые дороги на месторождениях в ХМАО-Югре и Тюменской области. Позднее в задачи предприятия также войдет строительство автодорог регионального и муниципального значения.

### Цифровизация бизнес-процессов
В 2018 году «Газпром нефть» объявила о начале цифровой трансформации своего бизнеса. В компании создана дирекция по цифровой трансформации. Компания первой в мире провела заправку регулярного авиарейса по технологии блокчейн (заправка самолёта совместно с S7). Впервые в России в аэропорту Шереметьево «Газпром нефть» роботизировала загрузку авиатоплива в аэродромный топливозаправщик.
Для сети АЗС «Газпромнефть» запущено мобильное приложение, которое сократило время стандартной заправки автомобиля в 1,5-2 раза благодаря переходу на систему онлайн-оплаты топлива. Приложение помогает клиенту создавать заказ по количеству литров или на определённую сумму. Водитель может произвести оплату, не выходя из машины, с помощью платёжных систем.
В феврале 2019 года министр энергетики РФ Александр Новак оценил цифровые проекты компании и заявил о важности тиражирования технологий не только в нефтяной индустрии, но и в электроэнергетике, теплоэнергетике, добыче угля. В марте 2019 года «Газпром нефть» объявила об успешном испытании собственной системы с искусственным интеллектом. Она повышает эффективность нефтедобычи на действующих и новых месторождениях. В апреле 2019 года компания запустила первую в мире цифровую систему управления логистикой в Арктике. Она позволяет обеспечивать круглогодичный и безопасный вывоз нефти сортов Novy Port и ARCO с Новопортовского и Приразломного месторождений с минимальными затратами. Система «Капитан» в режиме реального времени следит за движением судов, просчитывает более миллиона возможных логистических решений и позволяет анализировать эффективность эксплуатации флота, задействованного для отгрузки и транспортировки нефти с МЛСП «Приразломная» (Печорское море) и нефтеналивного терминала «Ворота Арктики» (Обская губа Карского моря).
В 2021 году в Санкт-Петербурге «Газпром нефть» запустила центр цифровой трансформации «Цифергауз». В нём открылись лаборатории по искусственному интеллекту, управлению роботами, созданию гаджетов для промышленности, датчиков телеметрии. «Цифергауз» стал штаб-квартирой научно-образовательного центра «Искусственный интеллект в промышленности», который компания создала вместе с администрацией и вузами города.

### Стратегия развития
В основе деятельности «Газпром нефти» лежит Стратегия развития компании до 2025 года, утверждённая советом директоров в мае 2013 года. Этот документ является продолжением и уточнением стратегии развития до 2020 года, утверждённой в 2010 году и актуализированной в 2012 году советом директоров компании. Документ сохраняет цели 2020 года, развивает пути их достижения в основных сегментах бизнеса — добыче углеводородов, нефтепереработке и сбыте нефтепродуктов, а также ставит ключевую задачу на период с 2020 до 2025 год — поддержание масштаба бизнеса, достигнутого к 2020 году.

### Международные проекты
- Крупнейший зарубежный актив «Газпром нефти» — многопрофильная компания NIS. NIS занимается разведкой и добычей нефти и газа на территории Сербии, Анголы, Боснии и Герцеговины, Венгрии. 25 января 2008 года в Москве было подписано соглашение между правительствами России и Сербии о продаже «Газпром нефти» 51 % акций сербской компании «Нефтяная индустрия Сербии». В 2011 году доля «Газпром нефти» в NIS выросла до 56,15 %. Naftna industrija Srbije (NIS, «Нефтяная индустрия Сербии») осуществляет добычу углеводородов на территории Сербии, Анголы, Боснии и Герцеговины, Венгрии. NIS принадлежат нефтеперерабатывающий завод, расположенный в городе Панчево, и сеть из 480 АЗС и нефтебаз[86]. В 2020 г. общий объём добычи нефти и газа составил 1,2 млн тонн н. э., объём переработки нефти — 3,6 млн тонн[87].
- Ангола. Компания присутствует с 2009 года благодаря приобретению NIS.
- Венесуэла. Разработка месторождения Хунин-6 совместно с PDVSA. Запасы — 10,96 млрд барр.
- Ирак. Разработка месторождения «Бадра». Месторождение Бадра расположено на территории провинции Вассит на Востоке Ирака. Геологические запасы Бадры оцениваются в 3 млрд баррелей нефти. Проект разработки месторождения Бадра рассчитан на 20 лет. В мае 2014 года началась промышленная добыча нефти. Летом 2012 года «Газпром нефть» вошла в новый проект по разведке и разработке запасов углеводородов на территории Ирака, расположенных на юге Курдистана. Это блок Garmian (доля — 40 %), на котором осуществляется добыча нефти на месторождении «Саркала»[88]. По данным на 2021 год, «Газпром нефть» осуществляет добычу нефти в Иракском Курдистане в объёме 30 тысяч баррелей в сутки[89].
- Италия. С 2009 года «Газпром нефть» владеет заводом по производству масел и смазок в городе Бари.

### Рейтинговые оценки
- Рейтинговое агентство АКРА в 2017 году присвоило ПАО «Газпром нефть» рейтинговую оценку AAA(RU) со стабильным прогнозом. Рейтинг ежегодно подтверждается (2018-2025)[90].

- Рейтинговое агентство «Эксперт РА» в 2023 году присвоило компании рейтинговую оценку ruAAA со стабильным прогнозом и ежегодно подтверждается на этом уровне (2024-2025)[91].

## Социальная ответственность
В 2012 году «Газпром нефть» решила объединить все свои социальные инициативы в комплексную программу социальных инвестиций «Родные города». В регионах своей деятельности компания поддерживает создание социальной инфраструктуры, предоставляет гранты некоммерческим организациям, местным активистам, развивает корпоративное волонтерство, а также реализует собственные социальные проекты:
- международный хоккейный турнир детских команд «Кубок Газпром нефти»;
- фестиваль русской музыки Kustendorf CLASSIC совместно с известным режиссёром Эмиром Кустурицей;
- интеллектуальный турнир для старшеклассников «Умножая таланты»[95];
- всероссийский проект поддержки одаренных математиков «Математическая прогрессия» (совместно с СПбГУ)[96];
- платформа для молодых предпринимателей «Мастера России»[97];
- проект развития массового спорта в Омске совместно с Александром Шлеменко и его школой единоборств «Шторм»[98] и др.

С 2014 года «Газпром нефть» ежегодно проводит форум социальных инвестиций «Родные города» с участием волонтеров и партнёров компании, российских и международных экспертов. За эти годы он стал авторитетной площадкой для обмена лучшими социальными практиками.
«Родными городами» уже реализовано более 2350 социальных проектов.
Помимо этого компания поддерживает профессиональный спорт: спонсирует футбольный клуб «Зенит» (Санкт-Петербург), хоккейные клубы «Авангард» (Омская область) и СКА (Санкт-Петербург), сербский футбольный клуб «Црвена звезда».
В марте 2020 года стартовала программа по противодействию COVID-19 «Антивирус». Она направлена на обеспечение безопасности сотрудников, непрерывности производства, а также на помощь медицинским и социальным учреждениям в регионах. Компания поставила аппараты искусственной вентиляции легких, томографы и более 2,7 млн средств индивидуальной защиты больницам.

## Экологическая ответственность
Компания вкладывает значительные средства в природоохранные программы. В 2019 году инвестиции в экологическую безопасность и охрану окружающей среды составили 13 млрд рублей.
Система экологического менеджмента «Газпром нефти» соответствует требованиям международного стандарта ISO 14001. Она позволяет постоянно вести экологический контроль и снижать нагрузку на окружающую среду. Система нацелена на переход от практик устранения ущерба к оценке рисков и их предупреждению.
«Газпром нефть» осуществляет экологическую модернизацию собственных российских НПЗ. Общий объем инвестиций компании в проекты Омского и Московского НПЗ превыcит 1 трлн рублей к 2025 году. Благодаря модернизации Московского НПЗ предприятие обновлено на 80 %, воздействие на окружающую среду сокращено на 75 %, воздействие Омского НПЗ снижено на 40 % и будет сокращено ещё на 20 %.
Комплекс очистных сооружений «Биосфера» Московского НПЗ в 2018 году стал лучшим инфраструктурным проектом, получив независимую премию в области экологии, энерго- и ресурсосбережения Eco Best Award. В 2017 году проект также получил «Зеленый сертификат» общероссийской общественной организации «Зеленый патруль» и международную экологическую премию Ecoworld-2017. Благодаря работе комплекса Московский НПЗ сэкономил более 10,5 млн м³. речной воды в период 2017—2022 гг.
На Омском НПЗ работает электростанция мощностью 1 МВт, которая обеспечивает электроснабжение всех административных зданий Омского НПЗ. Опыт компании по внедрению промышленных систем автоматизированного мониторинга помогает в создании отраслевых стандартов.
С 2016 года «Газпром нефть» внедряет технологию экологичной геологоразведки «Зелёная сейсмика», которая к 2024 году позволила сохранить около 8 млн деревьев; эта технология была удостоена Национальной экологической премии имени В. И. Вернадского как один из лучших экологических проектов России 2020 года. В Оренбургской области компания реализует проект по снижению углеродного следа при добыче нефти и газа: там работают первые в стране установка разделения попутного нефтяного газа на полезные фракции и первый комплекс охлаждения ПНГ, позволяющий выделять сжиженный углеводородный и товарный газы. В Ямало-Ненецком автономном округе реализуется проект изучения и сохранения вечной мерзлоты, в рамках которого нефтепромысловые объекты устанавливают на высокие сваи с системами температурной стабилизации грунтов.

## Приобретения и совместные предприятия
- В 2009 году «Газпром нефть» закрыла сделку по приобретению у Chevron Global Energy завода по производству масел и смазок Chevron Italia S.p.A. в городе Бари (Италия)[120].
- В 2010 году компания «Газпром нефть» приобрёл 100 % акций Sibir Energy и стал основным акционером Московского НПЗ. На заводе начинается реализация масштабной программы реконструкции и модернизации. Программа направлена на достижение европейских стандартов производства и экологической безопасности.
- В 2012 году компания приобрела ТОО «Битумный завод» в Казахстане — новый актив для производства битумной продукции мощностью 280 тысяч тонн в год, расположенный вблизи города Шымкента[121].
- В 2013 году состоялась сделка по приобретению ЗАО «Рязанский опытный завод нефтехимпродуктов» — крупнейшего в России завода по производству полимерно-модифицированных битумов[122].
- В 2013 году «Газпром нефть» подписала соглашение с Total о создании совместного предприятия для производства модифицированных битумов и битумных эмульсий и их реализации их на внутреннем рынке.
- В 2013 году «дочка» «Газпром нефти», «Газпромнефть Марин Бункер», вышла на международный рынок, приобретя бункерные компании в Европе (Gazpromneft Marine Bunker Balkan S.A. (Румыния) и AS Baltic Marine Bunker (Эстония). Сеть бункеровочного бизнеса также расширилась за счёт приобретения бункеровочного терминала в порту Новороссийска и введения в эксплуатацию двух новых бункеровщиков для работы в портах Дальнего Востока и Чёрного моря.
- В марте 2016 года «Газпром нефть» приобрела 75 % в уставном капитале ООО «НОВА-Брит», владеющего заводом по производству инновационных битумных материалов.
- В 2018 году компания продала 49 % доли в «Газпромнефть-Востоке» Российскому фонду прямых инвестиций и компании Mubadala Petroleum. После сделки «Газпром нефти» принадлежит 51 % совместного предприятия, а Mubadala Petroleum и РФПИ — 44 % и 5 % соответственно[123].
- В июне 2020 года «Газпром нефть», «ЛУКОЙЛ» и «Татнефть» создали совместное предприятие «Новые технологии добычи нефти» для разработки трудноизвлекаемых запасов нефти в Оренбургской области (Савицкий и Журавлёвский лицензионные участки). Доли компаний распределились в пропорции 1/3[124].
- В декабре 2020 года «Газпром нефть» и концерн «Шелл» закрыли сделку по созданию совместного предприятия для изучения и разработки Лескинского и Пухуцяяхского лицензионных участков на полуострове Гыдан в ЯНАО. Компании имеют по 50 % в уставном капитале нового предприятия[125].
- В июне 2021 года «Газпром нефть» и «НОВАТЭК» подписали соглашение по созданию совместного предприятия для разработки Северо-Врангелевского лицензионного участка в акватории Восточно-Сибирского и Чукотского морей. Доля «Газпром нефти» в совместном предприятии — 51 %[126].
- В 2021 году «Газпром нефть» и «ЛУКОЙЛ» создали на базе «Меретояханефтегаза» совместное предприятие. Оно будет заниматься освоением нефтяного кластера ЯНАО (Тазовское, Северо-Самбургское, Меретояхинское и другие месторождения), совокупные запасы которого оцениваются в более чем миллиард тонн нефти и около 500 миллиардов кубических метров газа[127].